# Sant Sadurní del Pla
Sant Sadurní del Pla és una obra d'Avinyó protegida com a bé cultural d'interès local.

## Descripció
És una església inicialment romànica i modificada durant el segle xviii que presenta encara indicis de l'estructura primitiva formada per una església d'una sola nau coberta amb volta de canó i coronada a llevant per un absis semicircular coberta a quart d'esfera. La porta original segurament s'obria al mur de migjorn; avui en aquest mur hi ha una petita capella que feia de sagristia. El temple fou sobrealçat al segle xviii i es decorà l'interior en estil neoclàssic; a més, es va arrebossar el parament extern i intern. L'aparell de l'església romànica que encara es conserva és fet amb blocs de pedra disposats en filades i a trencajunt.

## Història
L'església de Sant Sadurní no arribà mai a ésser església parroquial; situada molt a prop de Serraïma (esmentat el 1003), l'església de Sant Sadurní no és documentada fins a l'any 1345. L'any 1784 l'edifici fou destruït per un llamp i refet el 1787 tal com consta en una làpida sobre la porta del mur frontal i que diu: "Flumen e caelo delapsum die 22 julii anno 1784 hanc domun dirvit: quam majori pulchritudine et magnitudine gens avinionis reparavit anno 1787 pastore Dno. Dn.Fraco. Sarmentero". L'any 1936 fou cremada i ensorrada la volta i des de llavors resta abandonada.